# Volta a Catalunya de 1993
La Volta a Catalunya de 1993 va ser 73a edició de la Volta Ciclista a Catalunya. Es disputà en 7 etapes del 9 al 15 de setembre de 1993 amb un total de 895,1 km. El vencedor final fou el colombià Álvaro Mejía de l'equip Motorola-Merckx per davant de Maurizio Fondriest del Lampre, i d'Antonio Martín Velasco de l'Amaya.
Miguel Indurain, malgrat guanyar el Tour de França i el Giro d'Itàlia aquell any, no aconsegueix pujar al podi. Així, Mejía, malgrat no guayar l'etapa de Pla de Beret, aconsegueix el lideratge que pot defensar en la contrarellotge de l'endemà.
A la quarta etapa, que arriba a Barcelona, es produeix el fet que per primer cop una etapa de la "Volta" finalitza a la Plaça de Catalunya.

## Etapes
| Etapa | Data           | Ciutats d'etapa                                     | km    | Vencedor de l'etapa          | Líder de la general      |
| ----- | -------------- | --------------------------------------------------- | ----- | ---------------------------- | ------------------------ |
| 1a    | 9 de setembre  | Sant Feliu de Guíxols – Sant Feliu de Guíxols (CRI) | 6,8   | Maurizio Fondriest (ITA)     | Maurizio Fondriest (ITA) |
| 2a    | 10 de setembre | Sant Feliu de Guíxols – L'Hospitalet de Llobregat   | 181,0 | Marcel Wüst (GER)            | Maurizio Fondriest (ITA) |
| 3a    | 11 de setembre | L'Hospitalet de Llobregat – Salou                   | 181,1 | Jean-Paul van Poppel (NED)   | Maurizio Fondriest (ITA) |
| 4a    | 12 de setembre | Salou – Barcelona                                   | 148,0 | Laurent Jalabert (FRA)       | Maurizio Fondriest (ITA) |
| 5a    | 13 de setembre | Granollers - Granollers                             | 164,2 | Laurent Jalabert (FRA)       | Maurizio Fondriest (ITA) |
| 6a    | 14 de setembre | Torà – Pla de Beret                                 | 196,0 | Antonio Martín Velasco (ESP) | Álvaro Mejía (COL)       |
| 7a    | 15 de setembre | Les – Vielha (CRI)                                  | 15,6  | Maurizio Fondriest (ITA)     | Álvaro Mejía (COL)       |

### 1a etapa[1]
09-09-1993: Sant Feliu de Guíxols), 6,8 km. (CRI):
|   | Ciclista                 | Equip   | Temps  |
| - | ------------------------ | ------- | ------ |
| 1 | Maurizio Fondriest (ITA) | Lampre  | 8' 00" |
| 2 | Miguel Indurain (ESP)    | Banesto | + 2"   |
| 3 | Laurent Jalabert (FRA)   | ONCE    | + 12"  |

|   | Ciclista                 | Equip   | Temps  |
| - | ------------------------ | ------- | ------ |
| 1 | Maurizio Fondriest (ITA) | Lampre  | 8' 00" |
| 2 | Miguel Indurain (ESP)    | Banesto | + 2"   |
| 3 | Laurent Jalabert (FRA)   | ONCE    | + 12"  |

### 2a etapa[2]
10-09-1993: Sant Feliu de Guíxols – L'Hospitalet de Llobregat, 181,0 km.:
|   | Ciclista          | Equip           | Temps      |
| - | ----------------- | --------------- | ---------- |
| 1 | Marcel Wüst (GER) | Novemail        | 4h 55' 46" |
| 2 | Jan Schur (GER)   | Motorola-Merckx | m. t.      |
| 3 | Sean Kelly (IRL)  | Festina-Lotus   | m. t.      |

|   | Ciclista                 | Equip   | Temps      |
| - | ------------------------ | ------- | ---------- |
| 1 | Maurizio Fondriest (ITA) | Lampre  | 5h 03' 45" |
| 2 | Miguel Indurain (ESP)    | Banesto | + 2"       |
| 3 | Laurent Jalabert (FRA)   | ONCE    | + 12"      |

### 3a etapa[3]
11-09-1993: L'Hospitalet de Llobregat – Salou, 181,1 km.:
|   | Ciclista                   | Equip         | Temps      |
| - | -------------------------- | ------------- | ---------- |
| 1 | Jean-Paul van Poppel (NED) | Festina-Lotus | 4h 47' 04" |
| 2 | Alfonso Gutiérrez (ESP)    | Artiach       | m. t.      |
| 3 | Laurent Jalabert (FRA)     | ONCE          | m. t.      |

|   | Ciclista                 | Equip   | Temps      |
| - | ------------------------ | ------- | ---------- |
| 1 | Maurizio Fondriest (ITA) | Lampre  | 9h 50' 50" |
| 2 | Miguel Indurain (ESP)    | Banesto | + 2"       |
| 3 | Laurent Jalabert (FRA)   | ONCE    | + 12"      |

### 4a etapa[4]
12-09-1993: Salou – Barcelona, 148,1 km.:
|   | Ciclista                | Equip    | Temps      |
| - | ----------------------- | -------- | ---------- |
| 1 | Laurent Jalabert (FRA)  | ONCE     | 3h 36' 49" |
| 2 | Marcel Wüst (GER)       | Novemail | m. t.      |
| 3 | Giovanni Lombardi (ITA) | Lampre   | m. t.      |

|   | Ciclista                 | Equip   | Temps       |
| - | ------------------------ | ------- | ----------- |
| 1 | Maurizio Fondriest (ITA) | Lampre  | 13h 27' 39" |
| 2 | Miguel Indurain (ESP)    | Banesto | + 2"        |
| 3 | Laurent Jalabert (FRA)   | ONCE    | + 12"       |

### 5a etapa[5]
13-09-1993: Granollers, 164,2 km.:
|   | Ciclista               | Equip         | Temps      |
| - | ---------------------- | ------------- | ---------- |
| 1 | Laurent Jalabert (FRA) | ONCE          | 4h 27' 15" |
| 2 | Sean Kelly (IRL)       | Festina-Lotus | m. t.      |
| 3 | Oleh Chujda (UKR)      | Deportpublic  | m. t.      |

|   | Ciclista                 | Equip   | Temps       |
| - | ------------------------ | ------- | ----------- |
| 1 | Maurizio Fondriest (ITA) | Lampre  | 17h 54' 54" |
| 2 | Miguel Indurain (ESP)    | Banesto | + 2"        |
| 3 | Laurent Jalabert (FRA)   | ONCE    | + 12"       |

### 6a etapa[6]
14-09-1993: Torà - Pla de Beret, 196,0 km.:
|   | Ciclista                     | Equip           | Temps      |
| - | ---------------------------- | --------------- | ---------- |
| 1 | Antonio Martín Velasco (ESP) | Amaya           | 5h 29' 19" |
| 2 | Oliverio Rincón (COL)        | Amaya           | m. t.      |
| 3 | Álvaro Mejía (COL)           | Motorola-Merckx | m. t.      |

|   | Ciclista                     | Equip           | Temps       |
| - | ---------------------------- | --------------- | ----------- |
| 1 | Álvaro Mejía (COL)           | Motorola-Merckx | 23h 34' 32" |
| 2 | Antonio Martín Velasco (ESP) | Amaya           | m. t.       |
| 3 | Maurizio Fondriest (ITA)     | Lampre          | + 11"       |

### 7a etapa[7]
15-09-1993: Les - Vielha, 18,9 km. (CRI):
|   | Ciclista                 | Equip           | Temps   |
| - | ------------------------ | --------------- | ------- |
| 1 | Maurizio Fondriest (ITA) | Lampre          | 23' 47" |
| 2 | Álvaro Mejía (COL)       | Motorola-Merckx | + 7"    |
| 3 | Alex Zülle (SUI)         | ONCE            | + 12"   |

|   | Ciclista                     | Equip           | Temps       |
| - | ---------------------------- | --------------- | ----------- |
| 1 | Álvaro Mejía (COL)           | Motorola-Merckx | 23h 48' 26" |
| 2 | Maurizio Fondriest (ITA)     | Lampre          | + 4"        |
| 3 | Antonio Martín Velasco (ESP) | Amaya           | + 35"       |

## Classificació General
|    | Ciclista                     | Equip                 | Temps       |
| -- | ---------------------------- | --------------------- | ----------- |
| 1  | Álvaro Mejía (COL)           | Motorola-Merckx       | 23h 48' 26" |
| 2  | Maurizio Fondriest (ITA)     | Lampre                | + 4"        |
| 3  | Antonio Martín Velasco (ESP) | Amaya                 | + 35"       |
| 4  | Miguel Indurain (ESP)        | Banesto               | + 40"       |
| 5  | Claudio Chiappucci (ITA)     | Carrera Jeans-Tassoni | + 43"       |
| 6  | Alex Zülle (SUI)             | ONCE                  | + 50"       |
| 7  | Oliverio Rincón (COL)        | Amaya                 | + 1' 49"    |
| 8  | Jesús Montoya (ESP)          | Amaya                 | + 1' 59"    |
| 9  | Mikel Zarrabeitia (ESP)      | Amaya                 | + 3' 29"    |
| 10 | Harald Maier (AUT)           | Festina-Lotus         | + 3' 43"    |

## Classificacions secundàries
|   | Ciclista                 | Equip           | Punts    |
| - | ------------------------ | --------------- | -------- |
| 1 | Julio César Cadena (COL) | Kelme           | 37 punts |
| 2 | Álvaro Mejía (COL)       | Motorola-Merckx | 33 punts |
| 3 | Oliverio Rincón (COL)    | Amaya           | 32 punts |

|   | Ciclista                 | Equip                 | Punts    |
| - | ------------------------ | --------------------- | -------- |
| 1 | Asier Guenetxea (ESP)    | Artiach               | 11 punts |
| 2 | Beat Zberg (SUI)         | Carrera Jeans-Tassoni | 9 punts  |
| 3 | Ramon Antonio Rota (ESP) | Kelme                 | 6 punts  |

|   | Ciclista                 | Equip    | Punts    |
| - | ------------------------ | -------- | -------- |
| 1 | Laurent Jalabert (FRA)   | ONCE     | 90 punts |
| 2 | Maurizio Fondriest (ITA) | Lampre   | 69 punts |
| 3 | Marcel Wüst (GER)        | Novemail | 65 punts |

|   | Equip   | Nacionalitat | Temps       |
| - | ------- | ------------ | ----------- |
| 1 | Amaya   | Espanya      | 71h 29' 24" |
| 2 | Banesto | Espanya      | + 3' 56"    |
| 3 | ONCE    | Espanya      | + 7' 12"    |